# Пирајнети (Козенца)
Пирајнети је насеље у Италији у округу Козенца, региону Калабрија.
Према процени из 2011. у насељу је живело 108 становника. Насеље се налази на надморској висини од 160 м.